# Wojciech Kilar
Wojciech Kilar (født 17. juli 1932 i Lwów - død 29. december 2013 i Katowice, Polen) var en polsk komponist og pianist.
Kilar er nok mest kendt for sin filmmusik. Han har feks skrevet musik til filmen The Ninth Gate (1999) og The Pianist (2002). Kilar studerede kompostion og klaver privat hos bl.a. Artur Malawski, herefter studerede han klaver og komposition på Musikkonservatoriet i Katowice med afgangseksamen (1955), og senere igen på Musikkonservatoriet i Kraków (1955-1958). Han studerede komposition videre på et fransk stipendium i Paris hos Nadia Boulanger (1959-1960). Kilar har skrevet 5 symfonier, orkesterværker, kammermusik, koncertmusik, korværker og filmmusik. Han vandt bl.a. den franske Lili Boulanger Kompositionspris (1960), og Den Polske Komponistforenings første pris i komposition (1975). Kilar hørte til de betydningsfulde filmkomponister fra Polen.

## Udvalgte værker
- Symfoni nr. 1 (1955) - for strygeorkester
- Symfoni nr. 2 (1956) (Symfoni Koncertante) - for klaver og orkester
- Symfoni nr. 3 "September Symfoni" (2003) - for orkester
- Symfoni nr. 4 "Symfoni i bevægelse" (2005) - for solister, kor og orkester
- Symfoni nr. 5 "Adventssymfoni" (2007) - for solister, kor og orkester
- Klaverkoncert nr. 1 (1996) - for klaver og orkester
- Klaverkoncert nr. 2 (2011) - for klaver og orkester
- Angelus (1984) - for sopran, blandet kor og orkester
- Krzesany (1974) - for orkester
- Bram Stokers Dracula (1992) - filmmusik
- Den Niende Port (1999) - filmmusik
- Pianisten (2002) - filmmusik
- Det forjættede Land (1974) - filmmusik